# آتور شکست‌ناپذیر
آتور شکست‌ناپذیر (ایتالیایی: Ator l'invincibile) که با نام آتور، عقاب جنگاور (انگلیسی: Ator, the Fighting Eagle) هم شناخته می شود، یک فیلم فانتزی ماجراجویانه است که در سال ۱۹۸۲ منتشر شد

## گزیدهٔ بازیگران
- مایلز اوکیف
- سابرینا سیانی
- ادموند پاردوم
- لورا خمسر
- نلو پاتزافینی
- داکار